# Николя, Жан (генерал)
Жан Николя (фр. Jean Nicolas; 1765—1833) — французский военный деятель, бригадный генерал (1806 год), барон (1811 год), участник революционных и наполеоновских войн.

## Биография
Начал военную службу добровольцем в 1792 году. 21 марта 1794 года в звании капитана возглавил роту в 9-й полубригаде лёгкой пехоты. С 2 июля 1794 года в составе Самбро-Мааской армии. 8 июня 1796 года был ранен при переправе через Наэ, недалеко от Кройцнаха. В 1799 году в Рейнской армии. В 1800 году он был зачислен в резервную армию Бонапарта в Италии, и 5 июня ранен ударом штыка при переправе через реку По в Пьяченце.
2 декабря 1800 года зачислен в полк гренадер Консульской гвардии. 21 января 1804 года произведён в командиры батальона того же полка. 20 августа 1805 года дослужился до звания полковника, и возглавил 61-й полк линейной пехоты. Участвовал в кампаниях 1805 и 1806 годов в составе 1-й пехотной дивизии 3-го армейского корпуса маршала Даву Великой Армии. Был трижды тяжело ранен в битве при Ауэрштедте. 23 октября 1806 года произведён в бригадные генералы. Ещё год приходил в себя после ранения.
С 19 октября 1807 года по 19 марта 1808 года был командующим департамента Восточные Пиренеи. С 19 марта 1808 года по 8 января 1813 года был командиром 1-й бригады дивизии Жозефа Шабрана наблюдательного корпуса Восточные Пиренеи. Затем он был назначен командующим в Барселоне, эту должность он занимал с 8 января 1813 года по 10 декабря 1813 года. С 10 декабря 1813 года по 1 сентября 1814 года он находился в резерве, затем с 1 сентября 1814 года без служебного назначения. 
Он возобновил службу 26 марта 1815 года в качестве командующего департамента Эндр и Луара. С 1 августа 1815 года вновь без служебного назначения. С 30 декабря 1818 года по 1 января 1825 года в резерве. Вышел в отставку 1 января 1825 года. 

## Воинские звания
- Капитан (21 марта 1794 года);
- Капитан гвардии (2 декабря 1800 года);
- Командир батальона гвардии (21 января 1804 года);
- Полковник (20 августа 1805 года);
- Бригадный генерал (23 октября 1806 года).

## Титулы
- Барон Николя и Империи (фр. baron Nicolas de l’Empire; декрет от 19 марта 1808 года, патент подтверждён 2 марта 1811 года)[1].

## Награды
Легионер ордена Почётного легиона (18 декабря 1803 года)
 Офицер ордена Почётного легиона (14 июня 1804 года)
 Коммандан ордена Почётного легиона (25 декабря 1805 года)
 Кавалер ордена Святого Людовика (29 сентября 1814 года)